# Мідволда
Мідволда (нід. Midwolda) — село у провінції Гронінген, на північному сході Нідерландів. Розташованe у муніципалітеті Олдамбт, приблизно в 7 км на північний захід від міста Віншотен. Мідволда був окремим муніципалітетом до 1990 року, коли його об’єднали з муніципалітетом Схемда.